# Stenocereus beneckei
Stenocereus beneckei là một loài thực vật có hoa trong họ Cactaceae. Loài này được (Ehrenb.) A. Berger & Buxb. miêu tả khoa học đầu tiên năm 1961.